# If You Leave Me Now (canción de Mónica Naranjo)
«If You Leave Me Now» es una canción de la cantante Mónica Naranjo producida por Brian Rawling y Graham Stack e incluida en el año 2000 en el tercer álbum de estudio de la cantante, Minage. En junio de 2000 If You Leave Me Now fue lanzada en España y en México, como el segundo sencillo de Minage. Se lanzó también la versión en español titulada Seguiré sin ti.

## Créditos
- Voz principal: Mónica Naranjo.
- Compuesta por: Mónica Naranjo, Cristóbal Sansano, John Reid y Graham Stack
- Producida y arreglada por: Brian Rawling y Graham Stack para Soundsurfers / Rive Droite Music LTD.
- Teclados y programación por: Graham Stack.
- Guitarras por: Graham Stack.
- Coros por: Mónica Naranjo.
- Grabada en 1999 por: Carmine Di en Gsu Studios, Lugano(Suiza).
- Mezclada por: Graham Stack en Phdl Studios, Londres (Reino Unido).

## Versiones y remixes

### Estudio
- Versión original — 03:34
- Versión en español - Seguiré sin ti - 03:34

### Remixes
- Ferrero y Del Moral Single Remix — 4:11
- Ferrero y Del Moral Extended remix — 8:07
- Ferrero y Del Moral Dub remix - 10:06
- DJ Tombah energy single mix — 3:47
- DJ Tombah toughen up radio edit — 3:48
- DJ Tombah Toughen up club mix - 3:34
- Rawling Mix - 3:25

### Directo
- Versión Tour Minage

## Formatos
| Promo CD-Single (SAMPCS 8852) 1. "If you leave me now" — 3:34 2. "Sobreviviré" — 4:57 Promo CD-Single (SAMPCS 8756) 1. "If you leave me now" — 3:34 2. "Seguire sin ti" — 3:34 3. "Sobreviviré" [The Groove Brothers club mix] — 4:05 Promo CD-Single (PRCD 98053) 1. "If you leave me now" — 3:34 2. "Seguire sin ti" — 3:34 | Remixes Maxi-CD (EPC 669596 2) 1. "If You Leave Me Now " — 3:34 2. "Seguire sin ti" — 3:34 3. "Enamorada" [Versión Español] — 4:21 4. "Enamorada" [Versión Spanglish] — 4:21 5. "Sobreviviré" [The Groove Brothers club mix] — 4:05 6. "If you leave me now" [Ferrero y Del Moral Single Remix] — 4:11 7. "If you leave me now" [Dj Tombah energy single mix] — 3:47 8. "If you leave me now" [Ferrero y Del Moral Extended Remix] — 8:07 9. "If you leave me now" [Dj Tombah toughen up radio edit] — 3:48 10. "If you leave me now" [Ferrero y Del Moral Dub Remix] — 10:06 11. "If you leave me now" [Dj Tombah Toughen up club mix] — 3:34 |

- Datos: Q5908914